# 谷口勇
谷口 勇（たにぐち いさむ、1936年 - ）は、イタリア文学・比較文学者。
福井県生まれ。1963年、東京大学大学院西洋古典学専修修士課程修了。1970年、京都大学大学院イタリア文学博士課程単位取得修了。1975-1976年、ローマ大学に留学。1966年、桃山学院大学経済学部助教授、教授。1992年、立正大学教授。2007年定年退任。中世フランス文学、プロヴァンス文学、構造主義言語学、ウンベルト・エーコの『薔薇の名前』などについて研究・翻訳を行った。
1997年以降、筆名として谷口伊兵衛を用いる。

## 著書
- 『クローチェ美学から比較記号論まで 論文・小論集』而立書房　2006

## 翻訳
- イェレーナ・И.トプリッゼ『ベネデット・クローチェの美学』関西図書出版 1978
- ユルゲン・トラバント『記号論の基礎原理』南江堂 1979
- H.A.スリュサレーヴァ『現代言語学とソシュール理論』而立書房 1979
- ヴィートル・マヌエル・デ・アギアル・エ・シルヴァ『言語能力と文学能力 生成詩学の可能性について』渓水社 1981
- アンジェロ・マルケーゼ『構造主義の方法と試行』創樹社 1981
- T.J.ゴートン『アラブとトルバドゥール イブン・ザイドゥーンの比較文学的研究』芸立出版 1982
- シドファル『アンダルシア文学史』芸立出版 1983
- ジュリア・クリステヴァ『ことば、この未知なるもの 記号論への招待』枝川昌雄共訳 国文社 1983
- テオドール・ズビエルスキ『書物の記号論』創樹社 1983
- ヴォルフガング・カイザー『文学作品の分析と解釈 文芸学入門 上巻』創樹社 1984
- クリステヴァ『テクストとしての小説』国文社 1985
- ルチャーノ・デ・クレシェンツォ『物語ギリシャ哲学史 ソクラテス以前の哲学者たち』而立書房 1986
- H.D.バウマン, A.サヒーヒ『映画「バラの名前」 その完成までのドキュメント』而立書房 1987
- ウンベルト・エコ編『エコのイタリア案内』而立書房 1988
- Ю.Д.アプレシャーン『現代構造言語学の原理と方法』文化書房博文社 1988
- U.エコー他『『バラの名前』探求』而立書房 1988
- K.イッケルト, U.シック『増補「バラの名前」百科』而立書房 1988
- ヨルゴス・D.フルムジアーディス『ギリシャ文化史 古代・ビザンティン・現代』而立書房 1989
- 『L.マッキアヴェッリ『『バラの名前』後日譚』G.ピアッザ共訳　而立書房　1989
- 『ウンベルト・エコインタヴュー集 記号論『バラの名前』そして『フーコーの振り子』』而立書房　1990
- A.J.ハフトほか『「バラの名前」便覧』而立書房　1990
- マンリオ・ターラモ『「フーコーの振り子」指針』G.ピアッザ共訳　而立書房　1990
- 『愛の風景 イタリア・ルネサンス』G.ピアッザ共訳　而立書房　1991　アモルとプシュケ叢書
- ウンベルト・エコ『論文作法 調査・研究・執筆の技術と手順』而立書房　1991
- ルキウス・アプレイウス原作 マクス・クリンガー 作画『アモルとプシュケ』而立書房　1992
- ボリス・デ・ラケヴィルツ編『古代エジプト恋愛詩集』而立書房　1992
- ダリオ・G.マルティーニ『コロンブスをめぐる女性たち』G.ピアッザ共訳　而立書房　1992
- ジュゼッペ・アプリーレ『愛とは何か 万人の幸福のために』ジョバンニ・ピアッザ共訳　而立書房　1993　愛の科学シリーズ
- ルイス・M.マルティネス=オテーロ『ウンベルト・エコ「フーコーの振り子」振幅』而立書房　1993
- ウンベルト・エコ『テクストの概念 記号論・意味論・テクスト論への序説』而立書房　1993
- 丁聡編・画『古代中国ユーモア100話 中日2カ国語版』而立書房　1994
- アントニーノ・ロンコ『ナポレオン秘史 マレンゴの戦勝』G.ピアッザ共訳　而立書房　1994
- ウンベルト・エコ『「バラの名前」覚書』而立書房　1994
- ルチャーノ・デ・クレシェンツォ『愛の神話 ビデオ「愛の神話」サブテクスト1』ジョバンニ・ピアッザ共訳　而立書房　1995
- マルキ・ド・サド『イタリア紀行 1 (フィレンツェ・ローマ)』ユー・シー・プランニング　1995
- ウィリ・パジーニ『インティマシー(親密論) 愛と性の彼方で』ジョバンニ・ピアッザ共訳　而立書房　1995　愛の科学シリーズ
- クレシェンツォ『疑うということ』ピアッザ共訳　而立書房　1995
- ジュール・グリッティ『ウンベルト・エーコ』ユーシープランニング　1995
- 丁聡編画『現代中国ユーモア100話 中日2カ国語版』而立書房　1995
- ニルダ・グリエルミ『『バラの名前』とボルヘス エコ,ボルヘスと八岐の園』而立書房　1995
- ウンベルト・エーコ『記号論と言語哲学』国文社　1996
- ジュゼッペ・マリーア・ミテッリ編画『ことわざ図絵』ピアッザ共訳　而立書房　1996
- リリアーナ・トレヴェス・アルカライ『セファラード スペイン・ユダヤ人の500年間の歴史・伝統・音楽』而立書房　1996
- 『中世ペルシャ説話集 センデバル』而立書房　1996
- ロドヴィーコ・ドメニキ『紋章と恋愛談義』而立書房　1996
- アプレイウス 原作、M・クリンガー 画『アモルとプシュケ』而立書房　1996　アモルとプシュケ叢書

### 谷口伊兵衛 名義
以下、特記なき場合は谷口伊兵衛名義
- ケネス・L.パイク『英語学の基本概念 タグミーミックス入門』而立書房　1997
- ウンベルト・エコ『記号論入門 記号概念の歴史と分析』而立書房　1997
- パオロ・ラゴーリオ『文学テクスト読解法 イタリア文学による理論と実践』而立書房　1997
- ジョゼー・サラマーゴ『修道院回想録 バルタザルとブリムンダ』ピアッザ共訳　而立書房　1998
- ウンベルト・エコ他『エコの翻訳論 エコの翻訳論とエコ作品の翻訳論』編訳　而立書房　1999
- F.パンサ,A.ヴィンチ編『エコ効果 4千万人の読者を獲得した魔術師の正体』ピアッザ共訳　而立書房　2000
- オマル・カラブレーゼ『芸術という言葉 芸術とコミュニケーションとの関係についての序説』而立書房　2001
- ウンベルト・エコ『中世美学史 『バラの名前』の歴史的・思想的背景』而立書房　2001
- ジュリア・エクルズヘア『小説「ハリー・ポッター」案内』而立書房　2002
- フィリップ・ネル『小説「ハリー・ポッター」入門』而立書房　2002
- ベルリッツの世界言葉案内』而立書房　2002
- クレシェンツォ『物語ギリシャ哲学史Ⅱ　ソクラテスからプロティノスまで』谷口伊兵衛訳　而立書房　2002
- マーティン・F.ウェイクリン『英語の考古学 英語史提要』谷口伊兵衛訳　而立書房　2003
- ルチャーノ・デ・クレシェンツォ『クレシェンツォのナポリ案内 ベッラヴィスタ氏見聞録』ピアッザ共訳 而立書房　2003
- ディオニーズ・デュリシン『理論比較文学』谷口勇訳　而立書房　2003
- ロベルト・コトロネーオ『不信の体系 「知の百科」ウンベルト・エコの文学空間』ピアッザ共訳　而立書房　2003
- クレシェンツォ『物語中世哲学史 アウグスティヌスからオッカムまで』ピアッザ共訳　而立書房　2003
- パウル・ビュルヴェニヒ『小説「ハリー・ポッター」探求』而立書房　2004
- クレシェンツォ『物語近代哲学史 クサヌスからガリレイまで』ピアッザ共訳　而立書房　2004-05
- マンフレート・ブール,シャヴィエル・ティリエッテ編著『ヨーロッパ学事始め 観念史の立場から』而立書房　2004
- アネッロ・パウリッリ『悲劇トロイア炎上 古えの歴史および話に基づく』而立書房　2005
- エドナ・アンドリューズ『ロートマンの文化記号論入門 言語・文学・認知』而立書房　2005
- ヴォルフガング・カイザー『文芸学入門 文学作品の分析と解釈』而立書房　2006
- ニコス・パパニコラウ『ヘタイラは語るかつてギリシャでは…』高野道行,安藤ユウ子・コンダクサキ共訳　而立書房　2006
- トーマス・シュタウダー『ウンベルト・エコとの対話』ピアッザ共訳　而立書房　2007
- マタイス・ファン・ボクセル『痴愚百科』而立書房　2007
- マリーア・ベッテッティーニ『物語嘘の歴史 オデュッセウスからピノッキオまで』ピアッザ共訳　而立書房　2007
- エーリヒ・アウエルバッハ『ロマンス語学・文学散歩』而立書房　2007
- ルチャーノ・デ・クレシェンツォ『クレシェンツォ言行録 ベッラヴィスタ氏かく語りき』而立書房　2008
- ウンベルト・エコ『セレンディピティー 言語と愚行』而立書房　2008　モロソフィア叢書
- チェーザレ・セグレ『テクストと文化モデル 文献学的記号論』而立書房　2008
- アンナ・ヴィエルジュビツカ『キーワードによる異文化理解 英語・ロシア語・ポーランド語・日本語の場合』而立書房　2009
- 『ピルパイの寓話集 バートン版』下田出版　2009
- フランコ・パルミエーリ『ウンベルト・エコ作『女王ロアーナの謎の炎』逆(裏)読み』而立書房　2010
- コスタンティーノ・マルモ『ウンベルト・エコ作『バラの名前』原典批判 尊重すべき無花果』文化書房博文社　2011
- クレシェンツォ『森羅万象が流転する ヘラクレイトス言行録』ピアッザ共訳　近代文芸社　2011
- ホセ・アントニオ・マリーナ『知能礼賛 痴愚なんか怖くない』近代文藝社　2011
- ジョルジョ・タボガ『撲殺されたモーツァルト 1791年の死因の真相』ピアッザ共訳　而立書房　2011
- インドロ・モンタネッリ『物語ギリシャ人の歴史』文化書房博文社　2011
- ジョルジュ・ベグー『現代版フラメンカ物語 フラメンカとギヨーム』而立書房　2012　アモルとプシュケ叢書
- クレシェンツォ『神話世界の女性群像 現代の視点から古典を読む』明窓出版　2012
- ムヒタル・ゴッシュ,ヴァルダン・アイゲクツィ『中世アルメニア寓話集』溪水社　2012
- ユリヤ・シェラリエーヴァ『巴比倫 (バベル) 之塔是氷山 《最大効果》の語学習得術』而立書房　2012
- V・ドヴレー編『ペトラルカとラウラ　ヴォーグリューズ便り』文化書房博文社、2012
- ルチャーノ・デ・クレシェンツォ『ベッラヴィスタ氏分身術』而立書房　2012
- ロベルト・コトロネーオ『オートラント綺譚』而立書房　2013
- ラクシュミ・ラー、バドリ・ナラヤン 挿絵『現代版 ラーマーヤナ物語』而立書房　2013
- ヴァルター・ミョルス『夜間の爆走　ギュスターヴ・ドレの挿絵21点に基づく』而立書房　2014
- カリベ 画、アントニオ・ベント 解説『図説 マクナイーマ─無性格な英雄の世界』而立書房　2014
- フランチェスコ・コロンナ『ポリフィーロの夢』而立書房　2015
- Ａ・Ｊ・ルスコーニ 編、エドモン・デュラク 挿絵『図説 千夜一夜物語』而立書房　2015
- シャンタ・Ｒ・ラオ、バドリ・ナラヤン 挿絵『現代版マハーバーラタ物語』而立書房　2016
- ルチャーノ・デ・クレシェンツォ『現代版ホメロス物語　ヘレネよ、ヘレネ！　愛しのきみよ！』ピアッザ共訳　而立書房　2018
- ルチャーノ・デ・クレシェンツォ『放課後の哲学談義　ベッラヴィスタ氏かく愛せり』而立書房　2018
- ウンベルト・エコ『現代「液状化社会」を俯瞰する―“狂気の知者”の饗宴への誘い』ピアッザ共訳　而立書房　2019

## 参考
- 「アラブとトルバドゥール」訳者紹介
- 「悲劇 トロイア炎上」訳者紹介 紀伊國屋書店